# Taxi zum Klo
Pour plus de détails, voir Fiche technique et Distribution.
Taxi zum Klo est un film allemand réalisé par Frank Ripploh sorti en 1981.

## Synopsis
Frank Ripploh se réveille. Encore nu, il va sur le palier pour voler le journal de la voisine, mais sa porte se referme derrière lui. Il doit alors demander à sa voisine de passer par son balcon pour rentrer chez lui. En classe, il raconte aux écoliers sa mésaventure du matin, en mimant le passage d'un balcon à l'autre. On le voit ensuite, en manteau de cuir, aller dans des toilettes où des hommes guettent le passage d'autres hommes en se masturbant. Il s'enferme dans une cabine où, assis, il corrige des cahiers tout en regardant par une ouverture un homme qui se caresse les fesses. Ce dernier sort, un autre homme prend sa place et introduit son sexe dans le glory hole.
Après une soirée bowling avec les collègues, il va au sauna se faire masser. Dans un cinéma, il drague l'homme de service moustachu, qu'il ramène chez lui et avec qui il prend un bain. Ils sont au lit quand une femme tambourine à sa porte en criant au secours. Il lui ouvre. Hagarde, elle semble avoir été battue par son compagnon. Bernd trouve en téléphonant aux renseignements une maison qui héberge les femmes battues. Une idylle se noue entre Frank et Bernd. Frank dessine même un cœur dans la neige (en urinant). Bernd veut acheter une maison à la campagne mais Frank est attaché à la vie citadine. Frank rencontre un beau jeune homme sur une place. Il le fait monter chez lui, Bernd arrive et les observe à leur insu. Plus tard, Frank lui explique que bien qu'amoureux de lui, il n'est pas fidèle. Quand Frank se retrouve à l'hôpital à la suite d'une de ses mésaventures, Bernd lui fait une scène.

## Fiche technique
- Titre : Taxi zum Klo
- Réalisation : Frank Ripploh
- Scénario : Frank Ripploh
- Musique : Hans Wittstatt
- Photographie : Horst Schier
- Montage : Gela-Marina Runne, Matthias von Gunten
- Production : Frank Ripploh, Horst Schier et Laurens Straub
- Société de production : Exportfilm Bischoff & Co.
- Société de distribution : Diagonale Diffusion (France)
- Pays :  Allemagne de l'Ouest
- Genre : Biopic, comédie dramatique et romance
- Durée : 98 minutes
- Dates de sortie : 
  -  Allemagne de l'Ouest : 1er novembre 1980 (Hofer Filmtage), 9 janvier 1981
  -  France : 24 mars 1982

## Distribution
- Frank Ripploh : lui-même
- Bernd Broaderup : Bernd
- Orpha Termin : la voisine
- Peter Fahrni : employé de station service
- Hans-Gerd Mehrtens : homme en cuir
- Valeska Gerstenberg : une amie

## Autour du film
Un enseignant homosexuel, interprété par le réalisateur, raconte sa vie. Ce film autobiographique est quasi documentaire : il décrit la vie d'un homosexuel au début des années 1980 dans le Berlin de l'Allemagne de l'Ouest, et avant la prise en compte de l'épidémie de sida. Le titre signifie littéralement taxi pour les toilettes, lieu de drague homosexuelle.
Destiné à être diffusé dans des clubs, le film a finalement été commercialisé. Pour sa projection en salles en Angleterre, le British Board of Film Classification a demandé que soient coupées les images d'érection, de pénétration et de BDSM, ainsi que le retrait de deux scènes. Une scène d'urolagnie et une scène où un film en noir et blanc est projeté, mettant en scène un homme commençant à agresser sexuellement un enfant, qui parvient à s'enfuir. Il semble s'agir d'un film éducatif de mise en garde, qui plus est accompagné des commentaires d'une amie du couple sur le consentement sexuel et sur le traumatisme, mais une loi de protection de l'enfance de 1978 interdisait désormais ce genre de représentations.

## Récompenses
Le film reçoit le prix Max Ophüls en 1981 et le prix du meilleur film en langue étrangère de la Boston Society of Film Critics en 1982.